# Резус-конфликт
Резус-конфликт — гуморальный иммунный ответ резус-отрицательной матери на эритроцитарные антигены резус-положительного плода, при котором у матери образуются антирезусные антитела.
При попадании в кровь ребёнка через плаценту эти антитела матери вызывают распад (гемолиз) красных кровяных телец (эритроцитов) ребёнка, что приводит к гемолитической желтухе новорождённых.

## Симптомы
С помощью УЗИ у плода могут быть выявлены увеличение печени, селезёнки и сердца. Наблюдается анемия, в лёгких случаях — ретикулоцитоз, в более тяжёлых — эритробластоз, желтуха. В наиболее тяжёлых случаях развиваются водянка плода и отёчный синдром новорождённых, что может привести к мертворождению или смерти новорождённого.

## Патогенез
Как правило, во время беременности кровь плода не попадает в кровоток матери. Поэтому во время первой беременности у матери не вырабатываются антитела к антигену D, и ребёнок остаётся здоровым. Однако при родах чаще всего происходит смешение крови матери и ребёнка, отчего мать становится восприимчивой к резус-антигену и образует против него антитела. Существуют противоречивые данные относительно повышения вероятности резус-конфликта, если у женщины был аборт, выкидыш или внематочная беременность.
Выработанная иммунная память приводит при следующей беременности к новому и усиленному образованию антител (иммуноглобулинов IgG) к антигену D. Последние способны проникать через гематоплацентарный барьер в кровоток ребёнка и связываются с резус-положительными эритроцитами ребёнка. Отягощённые антителами эритроциты разрушаются в селезёнке плода преждевременно. Наступает гемолитическая анемия, сопровождаемая гипоксией и ацидозом, синтез альбумина сокращается, развиваются отёки, плевральные выпоты и водянка плода. Гемолиз ведёт к компенсаторному ускорению образования кровяных телец и вне костного мозга (экстрамедуллярное кровообразование) — в печени и селезёнке.
Ещё одна форма материнской непереносимости нерождённого ребёнка представляет собой аллоиммунную тромбоцитопению и нейтропению плода или новорождённого, при которых разрушаются детские тромбоциты и нейтрофильные лейкоциты.

## Эпидемиология
Около 14 % населения Европы имеют отрицательный резус-фактор (dd, всегда гомозиготны), из чего по закону Харди — Вайнберга следует, что около 47 % — гетерозиготный (Dd) и 39 % — гомозиготный (DD) положительный.
- Если мать является резус-отрицательной, а отец — гомозиготным резус-положительным, то любой плод будет гетерозиготным резус-положительным.
- Если мать является резус-отрицательной, а отец — гетерозиготным резус-положительным, то плод будет с 50%-й вероятностью гетерозиготным резус-положительным и с 50%-й вероятностью — резус-отрицательным.

Поэтому у пары, где мать является резус-отрицательной, а отец — резус-положительным, ребёнок будет резус-положительным примерно в 72 % случаев (=(0.39*1+0.47*0.5)/(0.39+0.47)).
А у резус-отрицательной матери при неизвестном резус-факторе отца ребёнок будет резус-положительным примерно в 63 % случаев (= 0.39*1+0.47*0.5+0.14*0).
У случайной беременности (при неизвестных резус-факторах родителей) такая ситуация случится с вероятностью 9 % (= 0.14*0.63+0.86*0), то есть примерно при каждой одиннадцатой беременности.
В африканских и азиатских популяциях, а также среди индейцев Северной Америки отрицательный резус-фактор встречается с частотой около 1 % и менее, поэтому резус-конфликт встречается с небольшой частотой.

## Профилактика
В подавляющем большинстве случаев резус-конфликт может быть предупреждён путём внутримышечного введения резус-отрицательной матери специальных анти-D антител (Rho D иммуноглобулин, коммерческое название — RhoGAM) в период беременности или в течение 72 часов после родов или любого другого события, которое может привести к сенсибилизации матери. При введении RhoGAM эритроциты резус-положительного плода, попавшие в организм матери, разрушаются до того, как на них успевает отреагировать её иммунная система. Сами же антитела, введённые при пассивной иммунизации, разрушаются обычно в течение 4—6 недель.
В настоящее время в ходе антенатальной профилактики принято вводить RhoGAM всем резус-отрицательным беременным на 28-й неделе, иногда с повторной инъекцией на 34-й неделе.
После первой беременности при вероятном резус-конфликте тест на резус-конфликт необходимо пройти во время планирования беременности или до 28 недели беременности , так как обычно к этому времени у резус-отрицательной матери может начаться синтез антител против плода.
Проверить резус ребёнка можно уже после 10-й недели беременности методом анализа циркулирующей ДНК плода в крови матери.